# Honda Quint
El Honda Quint fue un vehículo intermedio entre  Segmento C y Segmento D fabricado por Honda en Japón desde 1980 hasta 1985. Fue introducido en febrero de 1980 en Japón como una versión liftback de cinco puertas del Honda Civic, siendo más elegante que el Civic y fue vendido en los concesionarios de la cadena de Honda Verno en Japón. El Quint se puso a disposición a los mercados de exportación, incluyendo Europa y el sudeste de Asia en 1981, con el nombre de exportación Honda Quintet. A partir de 1983, este modelo también se vendió en Australia como Rover Quintet. El Quint fue sucedido por el Honda Quint Integra en 1985.
El coche venía con un motor de cuatro cilindros y una cilindrada de 1.602 cc que desarrollaba una potencia de 80 PS (59 kW) y un par de 126.5 N·m (93.3 lb·ft). Las versiones japonesas rendían una potencia de 90 PS (66 kW). Este motor se combinaba con una transmisión manual de cinco velocidades o una de tres velocidades automática opcional. También fueron presentados una dirección asistida sensible a la velocidad y suspensión totalmente [suspensión independiente cMacPherson y barras estabilizadoras en la parte delantera y trasera.

## Australia

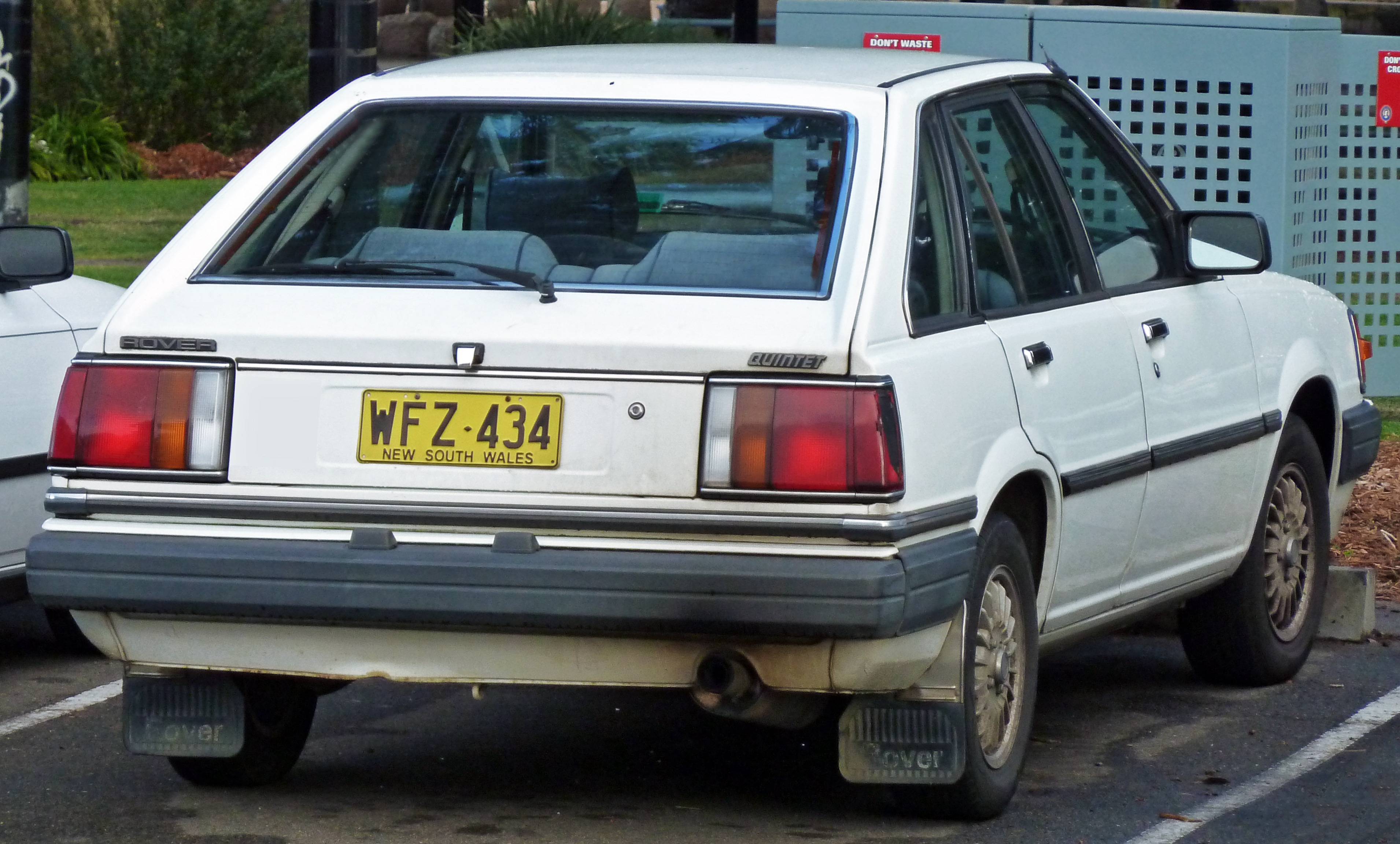
Rover Quintet (Australia)

Jaguar Rover Australia vendió el Honda Quint en Australia bajo el nombre de "Rover Quintet" a partir de 1983, hasta 1985. Fabricado en Japón por Honda, el Quintet fue el primer Honda en llevar la insignia de la marca Rover y fue reemplazado por el Rover 416i, una versión de menor equipamiento y prestaciones del Honda Integra.
El Rover Quintet recibió el interior con inserciones de madera, algo que con el paso de los años se convertiría en un distintivo de los Rovers basados en Honda realizados en Gran Bretaña. Los asientos fueron realizados en tela de Moqueta y no de vinilo. También traían un radiocasete estéreo Pioneer como equipamiento estándar.